# Пурань (комуна)
Пурань, Пурані (рум. Purani) — комуна у повіті Телеорман в Румунії. До складу комуни входять такі села (дані про населення за 2002 рік):
- Пурань (802 особи) — адміністративний центр комуни
- Пураній-де-Сус (890 осіб)

Комуна розташована на відстані 54 км на захід від Бухареста, 44 км на північ від Александрії, 128 км на схід від Крайови, 144 км на південь від Брашова.

## Населення
У 2009 року у комуні проживали 1730 осіб.